# Eremo di Sant'Egidio (Bojano)
L'eremo di Sant'Egidio è un eremo ubicato a Bojano.

## Storia
La fondazione dell'eremo risale al periodo compreso tra il IX e il X secolo, come cenobio, per opera dei cavalieri templari o dai monaci cistercensi lungo la strada che collegava le fortezze di Civita Superiore e di Roccamandolfi. Oltre a essere abitato da eremiti, come testimoniato da un documento del 1714, in cui veniva fatto riferimento a due eremiti, divenne col passare del tempo luogo di rifugio per i viandanti che si spostavano da un versante all'altro del Matese.
L'accesso avveniva esclusivamente a piedi, tramite un sentiero di montagna, fino al 1976, anno in cui fu aperta una strada statale distante circa 500 metri dal sito: in questo periodo subì anche lavori di restauro. L'eremo venne restaurato anche nel 1995.

## Descrizione
La tradizione vuole che l'eremo sia stato abitato per un centro periodo da Egidio da Sansepolcro, a cui è dedicato, il quale soleva nutriva di latte di cerva. È posto a un'altezza di 1 025 metri, all'interno di un bosco di faggi, nelle vicinanze di una sorgente. La chiesa è a navata unica, con soffitto in legno e sull'altare maggiore è presente una statua di Sant'Egidio.
Addossato alla chiesa è un rifugio, costruito successivamente rispetto al resto del complesso, caratterizzato su due lati da un portico ad arcate realizzato nel XX secolo.